# Rudovci
Rudovci (cyr. Рудовци) – wieś w Serbii, w mieście Belgrad, w gminie miejskiej Lazarevac. W 2011 roku liczyła 1620 mieszkańców.